# Steinkammer von Gratsch
Die Nord-Süd-orientierte Steinkammer von Gratsch wurde 1957 im Rahmen von Bauarbeiten in Gratsch bei Meran in Südtirol (Italien) auf der Grundparzelle 191/2, nördlich der heutigen Laurinstraße 96 gefunden.
Es handelte sich um ein ovales Grab, das aus einem gemauerten Steinkranz bestand, in den mittig, an beiden Längsseiten eine große Steinplatte mit Seelenloch von 24 cm Durchmesser eingefügt war. Das Grab wurde bereits früher, wahrscheinlich beim Rigolen für den Weinbau, beschädigt, wobei die Deckplatten entfernt und die oberen Teile der Seelenlochsteine abgeschlagen wurden. Nach Bergung des Grabes wurden die Bauteile abgetragen und zunächst etwa 150 m nördlich an der Südmauer der Kirche St. Magdalena wieder aufgebaut, wobei man sich nicht an die Grabungsdokumentation hielt. Heute befinden sich die Überreste im Südtiroler Archäologiemuseum in Bozen.
Die Kammer barg ein auf Kalkmörtel gebettetes, schlecht erhaltenes Skelett in gestreckter Rückenlage, den Kopf nach Norden. Im Grabbereich fielen schwarze Brandherde sowie Feuereinwirkung an den Steinen auf. Außer einigen verkohlten Holzstücken, ein paar Tierknochen, dem Bruchstück eines Hornstiftes und 2 Eberzähnen war das Grab leer.
Die Datierung ist wegen der fehlenden Beigaben und der uneinheitlichen Bauweise problematisch. Steinplatten mit Seelenloch hängen mit neolithischen Galeriegräbern zusammen, der kalkgemörtelte Steinkranz mit antiken Grabformen. Galeriegräber besaßen zudem immer nur ein Seelenloch an der schmalen Giebelseite. Dieses Kammergrab stammt daher wahrscheinlich aus spätantiker Zeit. Die Lochsteine (vermutlich auch die Deckplatten) dürften von zwei spätneolithischen Gräbern aus der Umgebung stammen. Eine in der Nähe zum Vorschein gekommene byzantinische Goldmünze unterstreicht die zeitliche Einordnung.